# Android Pie
Android Pie (en français, « Tarte ») est la version 9.x du système d'exploitation mobile Android développé par Google. Cette version du système est disponible depuis le 6 août 2018 pour les smartphones de la gamme Google Pixel, l'Essential Phone, Nokia et OnePlus. Elle est décrite par le numéro d'API 28.

## Fonctionnalités
Pie dispose de plusieurs nouvelles fonctionnalités dont plusieurs sont liées à la notion d'intelligence artificielle. Parmi elles, on trouve une gestion intelligente de la batterie et de la luminosité, adaptée à chaque utilisateur par le biais de l'apprentissage profond. Android Pie introduit également les App Actions : le système cherche à anticiper les actions de l'utilisateur en lui proposant des applications selon ses habitudes.
La navigation par gestes est modifiée, et l'interface du menu « vue d'ensemble » est revue. Dans l'optique de garantir le « bien-être » numérique de l'utilisateur, le tableau de bord est revisité. On peut désormais fixer des limites de temps à l'utilisation de certaines applications, et paramétrer le système de façon qu'il active un filtre anti-lumière bleue et le mode « Ne pas déranger » à une heure voulue. Tous les smartphones ayant Android Oreo compatible avec le projet Treble sont compatibles avec Android Pie
Un mode sombre, ne s'appliquant cependant qu'à la barre de notifications, aux dossiers de l'écran d'accueil et à la liste d'applications montre cependant la volonté de Google de proposer un mode sombre dans son système d'exploitation.

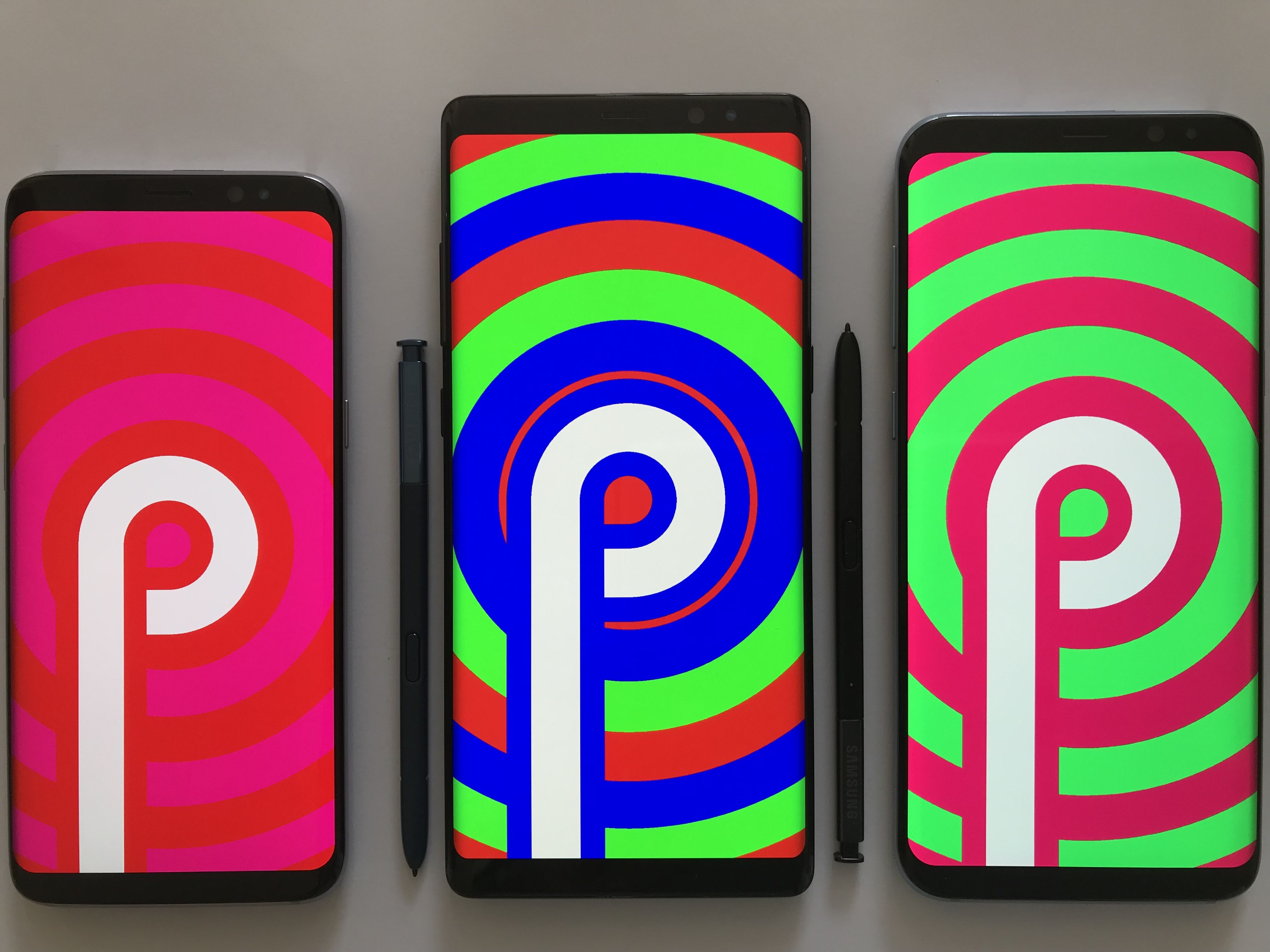
Easter egg sur Android P.